# 왜포(고포)연대
왜포{고포)연대(倭浦(古浦)煙臺)는 대한민국 제주특별자치도 제주시 조천읍에 있는 연대이다. 1996년 7월 18일 제주특별자치도의 기념물 제23-13호로 지정되었다.

## 개요
연대는 횃불과 연기를 이용하여 정치·군사적으로 급한 소식을 전하던 통신수단을 말한다. 봉수대와는 기능면에서 차이가 없으나 연대는 주로 구릉이나 해변지역에 설치되었고 봉수대는 산 정상에 설치하여 낮에는 연기로 밤에는 횃불을 피워 신호를 보냈다.
조천진에 소속되어 있는 왜포 연대는 북제주군 조천읍 신흥리 서쪽의 관콧들에 자리잡고 있으며, 고포 연대라고도 부른다. 타원형으로 축조된 이 연대는 조천진 소속의 장군 6명과 봉수군 12명이 배치되어 교대로 24시간 지켰으며 동쪽으로 함덕 연대, 서쪽으로 조천 연대와 신호를 주고 받았다.

## 참고 문헌
- 왜포(고포)연대 - 국가유산청 국가유산포털